# Бронхіальна астма
Бронхіа́льна а́стма (лат. asthma bronchiale, від грец. ἅσθμα — «ускладнене дихання») — поширене хронічне запальне захворювання дихальних шляхів легень, яке визначають за різноманітними поновлюваними симптомами, оборотною обструкцією дихальних шляхів та бронхоспазмом. Типові симптоми включають хрипи, кашель, стиснення у грудях та задишку. На відміну від астми серцевої (напад серцевої недостатності), бронхіальна астма є самостійним захворюванням, не пов'язаним з хворобами серця.
Вважається, що причиною астми є сполучення двох факторів — генетичного та зовнішнього середовища. Діагностування хвороби зазвичай базується на основі клінічної картини, реакції на лікування з плином часу та спірометрії. Клінічно хвороба визначається за частотою повторюваності симптомів, за об'ємом форсованого видиху за секунду (ОФВ1), а також за піковою швидкістю видиху. До того ж астма ще буває атопічною (зовнішньою) та неатопічною (внутрішньою), де про атопію говорить схильність до розвитку реакції підвищеної чутливості 1-го ступеня.
У лікуванні гострих симптомів зазвичай використовують інгаляції швидкої дії бета агоністом (таким, як сальбутамол) та пероральні кортикостероїди. У тяжких випадках можуть знадобитись кортикостероїди внутрішньовенно, сульфат магнію та госпіталізація. Симптоми можна попередити уникненням алергенів та подразників, а також інгаляцією кортикостероїдами. Бета-агоністи тривалої дії (ТДБА) чи антагоністи лейкотрієна можуть вживатися додатково до інгаляцій кортикостероїдами, якщо симптоми астми не вдається взяти під контроль. Значне поширення астми припадає на 1970-ті роки. Станом на 2011 рік у світі нараховувалось 235—300 мільйонів людей, хворих на астму, включаючи близько 250 000 смертельних випадків.

## Ознаки та симптоми
Астма характеризується повторюваністю епізодів із хрипами, задишкою, стисненням у грудях та кашлем. Мокротиння може виділитись із легень кашлем, але досягти цього часто важко. Через високий рівень еозинофілів (білих кров'яних тілець) під час одужання після нападу може з'явитись гнійна маса. Зазвичай симптоми загострюються уночі та рано вранці або ж як реакція на фізичне навантаження чи холодне повітря. Деякі астматики рідко переживають симптоми, зазвичай у вигляді реакції на подразники, тоді як інші можуть мати яскраво виражені та стійкі симптоми.

## Пов'язані хвороби
Існує ряд певних захворювань, що часто зустрічаються у хворих на астму, наприклад, хвороба шлунково-стравохідного рефлюксу (ХШСР), риносинусит та синдром зупинки дихання уві сні. Психологічні розлади також трапляються частіше. Тривожний невроз трапляється у 16-52 % випадків, а афективні розлади — у 14-41 % випадків. Однак невідомо, чи то астма призводить до психологічних проблем, чи навпаки.

## Чинники
Астму спричиняє поєднання комплексної та не зовсім зрозумілої взаємодії факторів зовнішнього середовища та генів. Ці фактори впливають як на важкість перебігу хвороби, так і на реакцію на лікування. Вважається, що недавній підйом рівня захворюваності на астму спричинений епігенетичними змінами (спадковими факторами, що не пов'язані з послідовністю ДНК) та мінливим середовищем проживання.

### Фактори, спричинені середовищем
Багато факторів, спричинених середовищем, призводять до розвитку астми та її загострення, як то алергени, забруднення повітря та різні хімікати, що забруднюють довкілля. Куріння під час вагітності та після народження сприяє збільшенню ризику появи симптомів, схожих на астму. Низька якість повітря від транспортного забруднення чи високого рівня озону викликає як розвиток астми, так і підвищує важкість перебігу хвороби. Вплив летких органічних сполук у приміщенні може стати збудником астми; вплив формальдегіду, наприклад, має позитивний зв'язок з астмою. Також, ефір талієвої кислоти у ПВХ пов'язаний з астмою як у дорослих, так і у дітей, як і вплив високих рівнів ендотоксину.
На астму впливає наявність алергенів у приміщені. Типові алергени у приміщенні: пиловий кліщ, тарган, шерсть тварин та цвіль. Засоби зменшення кількості пилового кліща виявились неефективними. Певні вірусно-респіраторні інфекції можуть підвищити ризик розвитку астми у малих дітей, такі як респіраторно-синцитіальний вірус та риновірус. Проте деякі інфекції можуть знизити ризик.

#### Гіпотеза гігієни
Гіпотеза гігієни — теорія, що намагається пояснити підвищення рівня захворюваності на астму у світі як прямий та непередбачуваний наслідок зниження впливу незаразних бактерій та вірусів у дитинстві. Було запропоновано твердження, що зниження впливу бактерій та вірусів частково викликане підвищенням чистоти та зменшенням розміру сім'ї у сучасному суспільстві.До доказів на підтвердження гіпотези гігієни включають низький рівень астми у фермерських господарствах та родинах із домашніми тваринами.
Вживання антибіотиків у ранньому віці пов'язують із розвитком астми.Також народження через кесарів розтин пов'язане з підвищеним ризиком астми (приблизно 20-80 %) — такий підвищений ризик викликаний недостатньою колонізацією груп корисних бактерій, яких мало б набути немовля, проходячи родовими шляхами. Існує зв'язок між астмою та рівнем фінансового благополуччя.

### Генетичні чинники
| Рівні ендотоксину     | Генотип CC    | Генотип TT    |
| --------------------- | ------------- | ------------- |
| Високий рівень впливу | Низький ризик | Високий ризик |
| Низький рівень впливу | Високий ризик | Низький ризик |

Сімейний анамнез — фактор ризику для набуття астми, тому що задіяно багато різних генів. Якщо один з ідентичних близнюків набуває астми, то імовірність іншого захворіти — приблизно 25 %. За даними на 2005 року, у шести або більше окремих популяцій з астмою було пов'язано 25 генів, включаючи:GSTM1, IL10,CTLA-4, SPINK5,LTC4S, IL4R, ADAM33 та інші. Багато з цих генів пов'язані з імунною системою або модулюють запалення. Навіть серед генів цього списку, який підтверджується результатами численних повторюваних досліджень, результати ніколи ще не були стабільними у всіх досліджуваних популяцій. На 2006 рік понад 100 генів було пов'язано з астмою лише в одному дослідженні у генетичної асоціації; дедалі більше генів продовжують виявляти у ході досліджень.
Деякі генетичні варіанти можуть викликати астму лише тоді, коли вони поєднуються з певним впливом середовища. За приклад можна взяти одиночний нуклеотидний поліморфізм у районі CD14 та вплив ендотоксину (продукту бактеріального походження). Вплив ендотоксину можуть спричинити декілька джерел навколишнього середовища: тютюновий дим, собаки та ферми. Ризик виникнення астми у цьому випадку залежить як від генетики людини, так і від рівня впливу ендотоксину.

### Медичні умови
Тріаду, до якої входять атопічна екзема, алергічний риніт та астма, називають атопією. Найсильнішим фактором ризику для розвитку астми є наявність історії атопічної хвороби; особи, хворі на екзему чи алергічний риніт, найбільшою мірою схильні до астми. Астму пов'язували із синдромом Чорджа-Стросс, автоімунним захворюванням, та васкулітом. Особи із певними типами алергічних висипів також можуть переживати симптоми астми.
Існує взаємозв'язок між ожирінням та ризиком розвитку астми, оскільки рівень розповсюдження обох захворювань виріс за останні роки. У цьому випадку роль можуть зіграти певні фактори, включаючи зниження респіраторної функції через накопичення жиру, а також той факт, що жирова тканина призводить до прозапального стану.
Препарати групи бета-адрено-блокаторів, такі як пропранолол, можуть викликати астму у чутливих до цих препаратів осіб. Однак кардіоселективні бета-адрено-блокатори виявились безпечними для осіб із середньою та помірною важкістю захворювання. Інші препарати, які можуть викликати проблеми: аспірин, НПЗП, та інгібітор ангіотензин-перетворюючого ферменту.

### Загострення хвороби
У деяких хворих астма може стабільно тривати тижнями чи місяцями, а потім може раптово статися гострий напад астми. Різні хворі по-різному реагують на певні фактори. У більшості з них стан може загостритись від ряду збудників.
Наявність пилу, шерсті тварин (особливо котів та собак), алергенів тарганів та цвілі у приміщенні може призвести до загострення астми.Парфум є типовою причиною гострих нападів у жінок та дітей. Також можуть погіршити перебіг хвороби вірусна чи бактеріальна інфекції верхніх дихальних шляхів. До цього ж списку збудників входить і психологічний стрес. Вважається, що стрес змінює імунну систему і, таким чином, підвищує запальну реакцію дихальних шляхів на алергени та подразники.

## Патофізіологія
Астма є результатом хронічного запалення дихальних шляхів, яке згодом підвищує скорочуваність навколишніх гладких м'язів. Така дія призводить, серед інших факторів, до різкого звуження дихальних шляхів та класичних симптомів хрипу. Зазвичай звуження є оборотним, незалежно від того, чи проводиться лікування. Часом дихальні шляхи змінюються самі. Типові зміни дихальних шляхів включають підвищення еозинофільних лейкоцитів та потовщення сітчастої мембрани. При хронічному захворюванні гладкі м'язи дихальних шляхів можуть збільшитись у розмірі разом зі збільшенням кількості слизових залоз.Інші види клітин, залучені до описаних процесів, включають: T- лімфоцити, макрофагоцити, та нейтрофільні лейкоцити. До цього ж може відбутися залучення наступних компонентів імунної системи: цитокінів, хемокінів, гістаміну, лейкотринів та ін.

## Діагностика
Навіть враховуючи те, що астма є станом, який легко діагностується, все ж не існує єдиного універсального узгодженого її визначення. Визначення астми, сформульоване Всесвітньою ініціативою боротьби з бронхіальною астмою наступним чином: «Це — хронічне запальне порушення функції дихальних шляхів, у якому залучені різноманітні клітини та клітинні елементи. Хронічне запалення пов'язане з гіперреакцією дихальних шляхів, що призводить до хрипів, задишки, стиснення у грудях та кашлю, що переважно трапляється уночі або рано вранці. Вказані епізоди типово асоціюють із широко поширеною, але мінливою закупоркою дихальних каналів у легенях; часто цей процес є оборотним за наявності або відсутності лікування».
Нині не існує точного аналізу, і діагностика астми зазвичай базується на певному ряді симптомів та реакції на лікування з плином часу. Астму можна підозрювати за наявності в анамнезі рецидивуючих хрипів, кашлю чи важкості дихання, і коли вказані симптоми проявляються або загострюються через фізичну активність, вірусні інфекції, алергени чи забруднене повітря. За таких умов вдаються до спірометрії для діагностування хвороби. Дітям до шести років важко діагностувати астму за допомогою спірометрії через їхній вік.

### Спірометрія
Спірометрія рекомендована як засіб діагностування та контролю за хворобою. Цей аналіз є єдиним найкращим для визначення астми. Якщо об'єм форсованого видиху за 1 секунду, визначений за цією технікою, покращується більше, ніж на 12 % після вживання такого бронхорозширювача, як сальбутамол, діагноз вважають підтвердженим. Проте такий показник є нормальним для хворих із середньою важкістю астми, яка на цей момент часу не проявляється. За допомогою визначення дифузійного об'єму одиночного дихання можна відрізнити астму від ХОХЛ. Вважається резонним вдаватися до спірометрії щороку або один раз на два роки задля з'ясування належного контролю за астмою.

### Інше
Провокаційна проба з метахоліном — це інгаляція з підвищеною концентрацією речовин, які викликають звуження дихальних шляхів в осіб, які чутливі до цього. Негативний результат даного тесту вказує на те, що особа не хвора на астму; проте, і позитивний результат не є точним у визначенні хвороби.
Інші докази, що свідчать про наявність хвороби: ≥20 % різниця у піковій швидкості видиху за вимірюваннями мінімум трьох днів на тиждень протягом двох тижнів, ≥20 % покращення пікового видиху як реакція на лікування сальбутамолом та інгаляціями з кортикостероїдами чи преднізоном, або ж ≥20 % погіршення пікового видиху як реакція на вплив збудника. Аналіз пікової швидкості видиху більш варіабельний, ніж спірометрія, тому не рекомендується для стандартного діагностування. Цей аналіз можна застосувати хворим для щоденного самоконтролю хвороби середнього та важкого ступенів, а також для перевірки ефективності нових ліків. До того ж такий може допомогти у лікування осіб із різкими загостреннями.

### Класифікація
| Важкість         | Частота симптомів | Симптоми у нічний час | % об'єму форсованого видихуза 1 секунду від передбаченого | об'єм форсованого видиху за 1 секунду Різниця | Вживання КДБА  |
| ---------------- | ----------------- | --------------------- | --------------------------------------------------------- | --------------------------------------------- | -------------- |
| Перерви          | ≤2/тиждень        | ≤2/місяць             | ≥80 %                                                     | <20 %                                         | ≤2 дні/тиждень |
| Середній ступінь | >2/тиждень        | 3-4/місяць            | ≥80 %                                                     | 20-30 %                                       | >2 дні/тиждень |
| Помірний ступінь | Щоденно           | >1/тиждень            | 60-80 %                                                   | >30 %                                         | щоденно        |
| Важкий ступінь   | Безперервно       | Часто (7×/тиждень)    | <60 %                                                     | >30 %                                         | ≥ двічі/день   |

Астму класифікують клінічно відповідно до частоти симптомів, форсованого об'єму видиху за 1 секунду (форсований об'єм видихуза 1 секунду) та пікової швидкості видиху. Астму також можна класифікувати як атопічну (зовнішню) чи неатопічну (внутрішню), базуючись на симптомах, спровокованих алергенами (тоді мова йде про атопічну астму) чи іншими збудниками (неатопічна астма). Астму класифікують за ступенем важкості, але нині не існує точної методики, за якою можна було б виокремити підгрупи поза цією класифікацією. Сучасною метою досліджень астми є визначення підгруп згідно з реакцією на різні типи лікування.
Попри те, що астма є хронічним обструктивним станом, її все ж не відносять до хронічної обструктивної хвороби легень, оскільки цей термін вживають лише до сполучень хвороби, що є необоротними, як то бронхоектазія, хронічний бронхіт та емфізема. На противагу згаданим хворобам, обструкція дихальних шляхів при астмі зазвичай оборотна; однак якщо хворобу не лікують, хронічне запалення, спричинене астмою, може призвести до незворотної обструкції легень через видозміну дихальних шляхів. На відміну від емфіземи, астма вражає бронхи, а не альвеоли.

#### Загострення астми
| Near-fatal                                         | Високий рівень PaCO2 та/або необхідна механічна вентиляція | Високий рівень PaCO2 та/або необхідна механічна вентиляція |
| Загроза життю (будь-який із)                       |                                                            |                                                            |
| Клінічні ознаки                                    | Виміри                                                     |                                                            |
| Змінений рівень свідомості                         | Піковий видих < 33 %                                       |                                                            |
| Виснаження                                         | Насичення киснем < 92 %                                    |                                                            |
| Аритмія                                            | PaCO2 < 8 кПа                                              |                                                            |
| Низький кров'яний тиск                             | «Нормальний» PaCO2                                         |                                                            |
| Ціаноз                                             |                                                            |                                                            |
| Відсутність дихальних шумів                        |                                                            |                                                            |
| Слабкі дихальні спроби                             |                                                            |                                                            |
| Різке ускладнення (будь-якого з чинників)          |                                                            |                                                            |
| Піковий видих 33-50 %                              |                                                            |                                                            |
| Швидкість дихання ≥ 25 подихів на хвилину          |                                                            |                                                            |
| Серцевий ритм ≥ 110 ударів на хвилину              |                                                            |                                                            |
| Неспроможність закінчити речення на одному диханні |                                                            |                                                            |
| Помірний                                           | Погіршення симптомів                                       | Погіршення симптомів                                       |
| Помірний                                           | Піковий видих 50-80 % від максимального або передбаченого  |                                                            |
| Помірний                                           | Немає ознак різкого ускладнення астми                      |                                                            |

Різке загострення астми зазвичай називають нападом астми. При цьому класичні симптоми — задишка, хрипіння та стиснення у грудях. Хоча ці симптоми астми є первинними, у деяких хворих первинним є кашель, а у важких випадках рух повітря може настільки погіршитися, що хрипи чи свист не будуть прослуховуватися.
Ознаки, наявні при нападі астми, включають застосування придаткових дихальних м'язів (грудинно-ключичний-соскоподібний та сходові м'язи шиї), може бути парадоксальний пульс (пульс, що стає слабшим у момент вдихання повітря та сильнішає при видиху), а також надмірне наповнення грудної клітки повітрям. Посиніння шкіри та нігтів може трапитись від нестачі кисню.
При помірному загостренні пікова швидкість видиху (ПШВ) сягає ≥200 л/хв або ≥50 % передбаченого максимуму. Середнє загострення ПШВ визначається як 80—200 л/хв або 25 % — 50 % передбачуваного максимуму, а важке загострення визначають як ПШВ ≤ 80 л/хв або ≤25 % передбачуваного максимуму.
Різке ускладнення астми, раніше відоме як астматичний стан, є різким загостренням астми, що не реагує на стандартне лікування бронходилататорами та кортикостероїдами. Половина випадків загострення відбувається через запалення, спричинене алергенами, забрудненням повітря чи через недостатнє або неналежне вживання ліків.
Лабільна астма — це різновид астми, що розрізняється за періодично повторюваними важкими нападами. Лабільна астма типу 1 — це захворювання з широким діапазоном пікових видихів, попри інтенсивне вживання ліків. Лабільна астма типу 2 — це попередньо добре контрольована астма із раптовими важкими загостреннями.

#### Астма фізичного напруження
Фізичне напруження може викликати бронхостеноз у людей з астмою та без астми. Він з'являється у більшості людей з астмою та до 20 % людей без астми. Серед спортсменів він більше поширений у професійних атлетів, рівень становить від 3 % серед бобслеїстів, до 50 % серед представників велоспорту та 60 % серед представників лижного кросу. Попри те, що він може з'явитися за будь-яких погодних умов, він найбільш поширений у суху та холодну погоду. Інгаляція бета-2-агоністами не покращує стан спортсменів, у яких немає астми, проте пероральні ліки покращують витривалість та силу.

#### Професійна астма
Астма в результаті впливу робочого середовища (або ускладнена ним) є поширеним зареєстрованим професійним захворюванням. Проте багато випадків не реєструються або не визнаються як такі. Було встановлено, що 5-25 % випадків астми у дорослих пов'язані з роботою. Вони викликані декількома сотнями речовин, найбільш поширеними з яких є ізоціанати, зерновий та дерев'яний пил, каніфоль, паяльний флюс, латекс, тварини та альдегіди. До роботи, пов'язаної з найвищим ризиком виникнення проблем, відносять людей, що працюють з розпилюванням фарби, пекарів та людей, що переробляють продукти харчування, медсестер, хіміків, людей, що працюють з тваринами, зварювальників, перукарів та теслярів.

### Диференційний діагноз
Багато інших захворювань можуть викликати симптоми, подібні до астми. У дітей слід розглянути можливість інших захворювань верхніх дихальних шляхів, таких як алергічний риніт та синусит, а також порушення прохідності дихальних шляхів, включаючи: аспірацію чужорідного тіла, стеноз трахеї або ларінготрахеомаляцію, судинне кільце, збільшені лімфатичні вузли або пухлини шиї. У дорослих слід також розглянути можливість ХОХЛ, застійної серцевої недостатності, пухлини дихальних шляхів, кашлю, викликаного ліками, через прийом інгібіторів АПФ. В обох популяціях однаково може бути присутня дисфункція голосових зв'язок.
Хронічна обструктивна хвороба легенів може співіснувати з астмою, а може з'являтися як ускладнення хронічної астми. Люди віком старше 65 років з обструктивним захворюванням легень мають астму та хронічну обструктивну хворобу легенів (ХОХЛ). У такому оточенні ХОХЛ можна встановити за підвищеною кількістю нейтрофілів у дихальних шляхах, аномально підвищеною товщиною стінок та зростанням гладких м'язів бронхів. Проте таке дослідження не проводиться, оскільки ХОХЛ та астма мають однакові принципи лікування: кортикостероїди, бета-агоністи тривалої дії та припинення паління. Вона дуже нагадує астму за симптомами та пов'язана з більшим впливом тютюнового диму, похилим віком, меншою оборотністю симптомів після введення бронхолітичних засобів та зменшеною імовірністю сімейного анамнезу атопії.

## Профілактика
Докази ефективних засобів запобігання розвитку астми недостатні. Деякі з них багатообіцяючі, в тому числі обмеження впливу тютюнопаління в утробі та після народження, годування груддю та перебування у дитсадку або у великій родині, проте жодні з них не мають достатнього підтвердження, щоб бути рекомендованими для цього показання. Спілкування з домашніми тваринами з малого віку може бути корисним. Результати контакту з домашніми тваринами в іншому віці не свідчать на їхню користь, тому рекомендується виключити домашніх тварин з дому, якщо у людини є алергічні симптоми на цю тварину. Ефективність дієтичного харчування під час вагітності або годування грудьми не була підтверджена, тому воно не рекомендується. Ефективним засобом може бути виключення з робочого місця речовин, до яких у людей може бути підвищена чутливість.

## Лікування
Попри відсутність ліків проти астми, її перебіг зазвичай можна покращити. Слід розробити індивідуальний план активного моніторингу та лікування симптомів. Цей план повинен включати зменшення впливу алергенів, тести для оцінки ускладнення симптомів та застосування ліків. Необхідно скласти план лікування і рекомендується корегування терапії відповідно до зміни симптомів.
Найбільш ефективним лікуванням астми є встановлення її причин, наприклад, дим цигарок, домашні тварини або аспірин, та виключення їхнього впливу. Якщо виключення причини недостатньо, рекомендується застосовувати ліки. Фармацевтичні препарати підбираються з урахуванням, окрім іншого, ступеню важкості захворювання та частоти симптомів. Препарати від астми класифікують як препарати швидкої та тривалої дії.
Бронхолітичні засоби рекомендують як короткочасний засіб послаблення симптомів. Хворі з нечастими нападами не потребують інших ліків. За наявності помірної постійної хвороби (понад два напади за тиждень) рекомендують інгаляції кортикостероїдів у невеликих дозах або приймання антагоністів лейкотрієну чи стабілізаторів тучних клітин перорально. Для людей зі щоденними нападами застосовують підвищені дози інгаляцій кортикостероїдів. У разі помірного або серйозного ускладнення до цієї терапії додають кортикостероїди перорально.

### Зміна стилю життя
Виключення причин — це головна умова покращення контролю та запобігання нападів. Серед найпоширеніших причин є алергени, дим (тютюновий або інший), забруднення повітря, неселективні бета-блокатори та продукти харчування, що містять сульфіти. Тютюновий та вторинний дим (пасивне паління) може послабити ефективність таких ліків, як кортикостероїди. Засоби контролю пилу у повітрі, включаючи провітрювання, застосування хімічних речовин для знищення кліщів у повітрі, прибирання пилососом, наматрацники та інші засоби не мають жодного впливу на симптоми астми.

### Ліки
Ліки, що застосовуються для лікування астми, розділяють на два загальні класи: ліки швидкого полегшення, що застосовують для лікування гострих симптомів; та ліки тривалої дії, що застосовують для запобігання ускладнень.
Ліки швидкої дії
- Ліки короткої дії бета2-адреноміметики (КДБА), такі як сальбутамол (альбутерол USAN) є терапією першої лінії для лікування симптомів астми.[8]
- Антихолінергічні ліки, такі як бромід іпраторію, надають більше користі, коли використовуються у поєднанні з КДБА у хворих з середніми та серйозними симптомами.[8] Антихолінергічні бронхолітики також можуть бути корисними, коли людина не переносить КДБА.[70]
- Давніші адренергічні агоністи, що мали більш вибіркову дію, такі як інгалятор епінефрин, мали ефективність, аналогічну КДБА.[103] Вони, однак, не рекомендуються через проблеми з надмірною серцевою стимуляцією.[104]

Довгостроковий контроль
- Кортикостероїди вважаються найбільш ефективним засобом лікування для довгострокового контролю.[97] Зазвичай використовують інгалятори, окрім випадків серйозної хронічної хвороби, для лікування якої можуть знадобитися пероральні кортикостероїди.[97] Зазвичай рекомендується вдаватися до інгаляторів один раз чи двічі на день, залежно від серйозності симптомів.[105]
- B2-агоністи довготривалої дії (БАДД) такі як сальметерол та формотерол можуть покращити контроль над астмою, принаймні у дорослих, коли супроводжуються прийомом інгаляторів-кортикостероїдів.[106] У дітей ефективність їхньої дії не доведена.[106][107] При отриманні разом зі стероїдами вони підвищують ризик значних побічних ефектів[108] і навіть у поєднанні з кортикостероїдами вони можуть дещо підвищити ризик.[109][110]
- Антагоністи лейкотрієна (такі як монтелукаст і зафірлукаст) можна використовувати на додачу до інгаляторів-кортикостероїдів, переважно також у комбінації з БАДД.[97] Доказів ефективності цих препаратів при загостреннях хвороби існує недостатньо.[111][112] У дітей віком до п'яти років ці препарати є додатковою терапією вибору після інгаляторів-кортикостероїдів.[113]
- Стабілізатори тучних клітин (наприклад, кромолін натрію, недокроміл натрію) є ще однією не найкращою альтернативою кортикостроїдів[97], застосовуються зазвичай на початкових стадіях захворювання, при тимчасовому зменшенні доз гормону.

Методи приймання
Ліки зазвичай приймають у вигляді дозуючого інгалятора (ДІ) у поєднанні з астматичним спейсером або порошковим інгалятором. Спейсер — це пластиковий циліндр, що змішує ліки з повітрям для отримання повної дози препарату. Можна також застосовувати розпилювачі. Розпилювачі та спейсери однаково ефективні для людей з помірними симптомами, проте доказів для встановлення, чи існує різниця у лікуванні ускладнених симптомів, недостатньо.
Побічні ефекти
Довготривале застосування інгаляцій кортикостероїдів у звичайних дозах має незначний ризик побічних ефектів. До таких ризиків належить розвиток катаракти та незначне зменшення зросту.

### Інше лікування
Коли астма не реагує на звичайні ліки, як альтернативні варіанти можна застосовувати невідкладну терапію та запобігання нападів. До засобів невідкладної терапії належать:
- Кисень для запобігання гіпоксії, якщо насичення менше 92 %.[117]
- Сульфат магнію внутрішньовенно показав бронхолітичний ефект при використанні з іншими засобами лікування при гострих нападах астми.[118][119]
- Геліокс, суміш гелію та кисню, також можна спробувати у важких випадках захворювання, що не реагує на інші ліки.[118]
- Немає доказів на користь сальбутамолу внутрішньовенно, тому його використовують у крайніх випадках.[117]
- Метилксантіни (наприклад теофілін) колись широко використовувалися, але вони значно не покращують ефекту інгаляторів-бета-агоністів.[117] Їхнє використання при гострих нападах сумнівне.[120]
- Дисоціативний анестезійний кетамін теоретично є корисним при інтубації та механічній вентиляції, необхідний людям, яким загрожує зупинка дихання; однак немає доказів у вигляді результатів клінічних досліджень на користь цього.[121]

Хворим з ускладненою формою хронічної астми, яка не регулюється інгаляційними кортикостероїдами та бета-2-агоністами тривалої дії, можна запропонувати бронхіальну термопластику. Вона передбачає постачання контрольованої теплової енергії на стінки дихальних шляхів під час серії бронхоскопій. Попри те, що це може збільшити кількість випадків загострення протягом перших кількох місяців, вона зменшує подальше ускладнення. Наслідки через проміжок часу більше одного року невідомі.

### Альтернативна медицина
Багато людей з астмою, наприклад, люди з іншими хронічними порушеннями, застосовують альтернативне лікування; дослідження показали, що приблизно 50 % застосовують деякі види нетрадиційного лікування. Кількість даних, що підтверджує ефективність більшості з таких лікувань, обмежена. Докази на підтримку вживання вітаміну С недостатні. Акупунктура не рекомендується для лікування, враховуючи недостатню кількість доказів на підтримку її застосування. Іонізатори повітря не мають доказів того, що вони покращують симптоми астми або сприяють функції легень; це також стосується генераторів позитивних та негативних іонів.
Існує недостатньо доказів, що підтримують застосування засобів «мануальної терапії», включаючи остеопатичні методи, хіропрактику, фізіотерапевтичні методи та респіраторно-терапевтичні методи при лікуванні астми. Метод дихання Бутейко для контролю гіпервентиляції може призвести до зменшеного застосування ліків, проте він не має ніякого впливу на функцію легень. Тому група експертів вирішила, що кількість доказів на підтримку його застосування недостатня.

## Прогноз
Прогноз щодо астми загалом позитивний, особливо для дітей із помірними симптомами. Смертність зменшилась за останні декілька десятиліть через покращення діагностування та поліпшення лікування. В глобальному сенсі вона спричиняла помірну або серйозну непрацездатність у 19,4 мільйонів людей станом на 2004 рік (16 мільйонів з яких у країнах з низьким та середнім рівнем доходу). З усіх випадків астми, діагноз яких було встановлено у дитинстві, у половини людей такий діагноз зникає через десять років. Спостерігається реструктуризація шляхів дихання, але невідомо, чи це зміни на користь, чи на шкоду.Терапія кортикостероїдами на ранніх стадіях запобігає або покращує стан зменшення функції легень.

## Епідеміологія
Станом на 2011 рік 235—300 мільйонів людей у світі хворіє на астму, і близько 250 000 людей помирають щороку від цієї хвороби. Статистика у різних країнах різна та становить від 1 до 18 %. Захворювання більше поширене у розвинутих країнах, ніж у країнах, що розвиваються. При цьому спостерігаються нижчі показники астми в Азії, Східній Європі та Африці. В розвинутих країнах вона більш поширена серед економічно незабезпечених людей, тоді як у країнах, що розвиваються, вона поширена серед заможних людей. Причина такої різниці невідома. На країни з низьким та середнім рівнем доходів припадає більше ніж 80 % смертельних випадків від цього захворювання.
Тоді як астма вдвічі більше поширена серед хлопців у порівняння з дівчатами, гостра астма трапляється однаково часто. І навпаки, серед дорослих жінок випадки астми трапляються частіше, ніж серед чоловіків, і вона більш поширена у молодому, ніж у похилому віці.
Глобальні показники астми значно зросли у період з 1960-х років до 2008 року й астму було визнано значною проблемою у сфері охорони здоров'я, починаючи з 1970-х років. Показники астми вирівнялися у розвиненому світі з середини 1990-х років, тоді як у світі, що розвивається, спостерігається з недавнього часу зростання кількості випадків. Від астми потерпає приблизно 7 % населення Сполучених Штатів та 5 % населення Об'єднаного Королівства. Рівень захворюваності у Канаді, Австралії та Новій Зеландії становить приблизно 14-15 %.
За підрахунками ВООЗ, опублікованими в грудні 2016 року, внаслідок астми у 2015 році загинуло 383 000 людей.
За даними ВООЗ, станом на 2019 рік астму має близько 235 мільйонів людей. Це поширене захворювання серед дітей.

## Історія
Астму було виявлено у Давньому Єгипті, її лікували напоєм ладану, настоєм під назвою кіфі. Астму було визнано проблемою дихальних шляхів Гіппократом приблизно у 450 році до н. е., основу сучасної назви становить грецький термін «важке дихання». У 200 році до н. е. люди вважали, що вона, принаймні частково, пов'язана з емоціями.
У 1873 році в одному з перших досліджень сучасної медицини з цього предмету намагались пояснити патофізіологію захворювання, тоді як в результаті одного дослідження у 1872 році було встановлено, що астму можна вилікувати, натираючи груди лініментом з хлороформом. Медична терапія у 1880 році включала застосування внутрішньовенних доз препарату під назвою пілокарпін. В 1886 році Ф. Г. Босуорт теоретично припустив зв'язок між астмою та алергією. Епінефрин вперше віднесли до лікування астми у 1905 році. Пероральні кортикостероїди почали застосовувати у 1950-х роках, тоді як інгаляційні кортикостероїди та селективні бета-агоністи короткочасної дії набули широкого поширення у 1960-х роках.
У 1930—1950-х роках астма була відома як одна з «семи святих» психосоматичних захворювань. Її причину відносили до психології, а терапія часто була заснована на психоаналізі та інших словесних видах терапії. Оскільки психоаналітики сприймали астматичні хрипи як придушений плач дитини за матір'ю, вони вважали лікування депресії особливо важливим для хворих на астму.

## Етіологія
Напади бронхіальної астми зумовлюються спазматичним скороченням м'язів стінок дрібних і середніх бронхів. Спазм виникає внаслідок рефлекторного подразнення блукаючого нерва. Одночасно підвищується виділення слизу, що виробляється внутрішнім шаром стінки бронхів, настає гострий набряк слизової оболонки бронхіальних шляхів і звуження просвіту бронхів.

## Групи ураження
Астма бронхіальна спостерігається переважно у молодому віці (до 30 років), іноді у людей, що працюють з деякими хімічними речовинами, в запиленому повітрі.[джерело?] А також у випадку ускладнень таких хвороб як запалення легень та бронхіт. Існує також астма «фізичних зусиль».

## Перебіг нападу
Приступи бронхіальної астми виникають переважно вночі, тривалість їх — від одної до кількох годин. Напад може викликати перевтома, нервові переживання, вдихання алергену, фізичне навантаження.
Ознаки нападу: задуха, явища кисневого голодування організму, виділення склоподібної мокроти; в легенях вислуховуються свистячі хрипи, підвищене серцебиття.

## Припинення нападу
Лікування нападу бронхіальної астми: підшкірне впорскування адреналіну, атропіну або астмолізину, гарячі ванни для рук та ніг, прийом всередину відповідних медикаментів тощо.